# Otto Halle

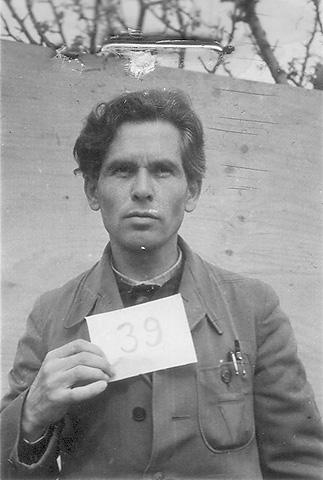
Otto Halle als ehemaliger Häftling nach der Befreiung des KZ Buchenwald mit einer erkennungsdienstlichen Nummer. Er wurde als potentieller Zeuge für einen späteren Prozess gegen die Lagerleitung des KZ Buchenwald fotografiert.

Otto Halle (* 1. Oktober 1903; † 14. Juni 1987) war ein deutscher Kommunist und Schriftsteller. Er war beteiligt am Widerstand im KZ Buchenwald.

## Leben
Am 25. Juli 1929 wurde Halle für die KPD zum Abgeordneten des Provinziallandtages der Provinz Sachsen gewählt und gehörte dem Parlament bis 1933 an. Am 3. März 1933 wurde er verhaftet, kam über Gefängnisse in Halle (Saale) und Berlin-Alexanderplatz ins KZ Sonnenburg und wurde danach zu Notstandsarbeiten dienstverpflichtet. 1935 wurde er erneut verhaftet. Von 1937 bis 1945 war er Häftling im KZ Buchenwald und dort von 1939 bis 1945 Kapo der Häftlingskleiderkammer. Um ihm im Rahmen dieser Häftlingsfunktion ein effektiveres Wirken im Lagerwiderstand zu ermöglichen, erhielt er vermittelt durch das illegale Parteikomitee der KPD dabei Unterstützung durch Otto Sepke.
Nach der Befreiung vom Nationalsozialismus wurde er Mitglied der KPD-Bezirksleitung Halle-Merseburg und im Mai 1946 Leiter der Abteilung Volksbildung der Provinzialverwaltung Sachsen, dann als Ministerialdirektor Leiter der Zentralabteilung im Ministerium für Volksbildung, Kunst und Wissenschaft von Sachsen-Anhalt. In seiner Funktion als Präsidialdirektor hatte Halle „einen wesentlichen Anteil an einer übertriebenen rigorosen Durchsetzung der marxistischen Parteilinie“ an der Martin-Luther-Universität Halle-Wittenberg ebenso wie „sein Hochschulreferent Friedrich Elchlepp“ (1897–1956).
1948 wurde Halle auf Weisung von Walter Ulbricht im Rahmen einer Kampagne gegen die sozialdemokratischen Spitzenfunktionäre in der SED aus dieser Funktion entfernt wegen seiner guten Zusammenarbeit mit dem ehemaligen Sozialdemokraten und Buchenwaldhäftling Ernst Thape. Halle wurde aus dem Ministerium mit dem Vorwand abgezogen, er habe eine zu geringe politische Bildung. Daraufhin wurde er nachgemeldet für einen Achtmonatslehrgang an der SED-Parteihochschule in Kleinmachnow. Nach Beendigung dieses Lehrgangs und der zwischenzeitlich erfolgten Flucht Thapes erhielt Halle bis zu seiner Amtsenthebung im November 1950 die Funktion des Hauptabteilungsleiters für Hochschulwesen und wissenschaftliche Einrichtungen im Volksbildungsministerium der DDR.
Von 1951 bis 1953 war Halle beim Rundfunk der DDR tätig und anschließend bis 1955 Leiter des Seemann-Verlags in Leipzig. Er war Mitglied des Schriftstellerverbandes der DDR und lebte zuletzt in Ost-Berlin. Halle war der Vater des Leiters der Abteilung Agitation des MfS Günter Halle. Er starb im Alter von 83 Jahren und wurde auf dem Zentralfriedhof Friedrichsfelde bestattet.

## Schriften (Auswahl)
- Die Mansfelder. Erinnerungsroman. Dietz Verlag: Berlin 1961
- Hart auf hart: Weg und Wandlung eines Menschen. Kongreß-Verlag: Berlin 1959
- Hanna Elling (Hrsg.): Mitten in tiefer Nacht. Gedichte aus Konzentrationslagern und Zuchthäusern des deutschen Faschismus 1933-1945. Frankfurt/Main 1990  Darin: Otto Halle: An meinen Sohn
- Doch auch für uns kommt mal die Zeit. In: Volker Kühn: Deutschlands Erwachen: Kabarett unterm Hakenkreuz 1933-1945. S. 302ff.

## Ehrungen und Auszeichnungen
- 1965 Vaterländischer Verdienstorden in Silber[7]
- 1973 Vaterländischer Verdienstorden in Gold[8]
- In Hettstedt wurde eine POS nach ihm benannt.